# جزيرة الكتاب
جزيرة الكُتَّاب  (بالإيطالية: لَمْپِيُونِي Lampione) أحد الجزر البلاجية الإيطالية، تقع شرق السواحل التونسية.